# Orgiano
Orgiano är en ort och kommun i provinsen Vicenza i regionen Veneto i Italien. Kommunen hade 3 055 invånare (2018).